# نظام التصاريح الإسرائيلي لقطاع غزة
نظام التصاريح الإسرائيلي في قطاع غزة هو النظام القانوني الذي يتطلب من الفلسطينيين في قطاع غزة الحصول على عدد من التصاريح المنفصلة من السلطات العسكرية الإسرائيلية، المحتلين القانونيين لهم.
النظام الإسرائيلي لتصاريح العمل في قطاع غزة هو النظام القانوني الذي يتطلب من الفلسطينيين في قطاع غزة الحصول على عدد من التصاريح المنفصلة من السلطات العسكرية الإسرائيلية، وهي السلطة القانونية المحتلة.
تسمح تصاريح العمل الإسرائيلية لحامليها بالعمل في إسرائيل أو في الأراضي المحتلة حيث تكون الأجور أعلى بكثير منها في غزة، التي تخضع لحصار من إسرائيل ومصر منذ أن تولت حركة حماس، وهي جماعة إسلامية مسلحة، السلطة في المنطقة.
تعتبر السلطات الإسرائيلية، بما في ذلك وزارة الدفاع، هذا النظام وسيلة للحفاظ على العلاقات السلمية؛ بينما يرى النقاد أن هذا النظام شكل من أشكال السيطرة القسرية. كما تطبق إسرائيل نظام تصاريح مماثلاً في الضفة الغربية. وذكرت وكالة أسوشيتد برس أن إسرائيل تستخدم هذا النظام كوسيلة ضغط، مدركة أن الأعمال العنيفة التي تقوم بها حماس ستتسبب في فقدان سكان غزة لتصاريح عملهم.

## تاريخ
عندما استولت حركة حماس على السلطة في قطاع غزة عام 2007، ألغيت تصاريح العمل لـ 120,000 غزِّي كانوا يعملون داخل إسرائيل. في السنوات الأخيرة، سمحت إسرائيل لآلاف الفلسطينيين من غزة بالعمل داخل حدودها. في عام 2021، كان 7,000 غزِّي يحملون تصاريح عمل أو تجارة إسرائيلية. في عام 2022، ورفعت الحصة المقررة للتصاريح إلى 17,000، مع خطة لزيادتها إلى 20,000. الأجور المكتسبة في إسرائيل أعلى بكثير من تلك المتوفرة في غزة. على سبيل المثال، ذكر أحد حاملي التصاريح أن شهرًا واحدًا من العمل في إسرائيل يعادل ثلاث سنوات من العمل في غزة. في سبتمبر 2023، كان حوالي 18,000 غزِّي يحملون تصاريح عمل إسرائيلية، مما وفر دعمًا نقديًا بقيمة 2 مليون دولار يوميًا لاقتصاد غزة.
عقب عملية طوفان الأقصى في عام 2023 والحرب الفلسطينية الإسرائيلية، لم يتمكن الغزِّيُّون الحاملون لتصاريح العمل في إسرائيل من العودة إلى غزة بعد أن ألغيت من قبل السلطات الإسرائيلية. وأعتقل البعض منهم من قبل القوات الإسرائيلية أو السلطات الإسرائيلية الأخرى في الضفة الغربية، ورُحل إليها بعضهم.